# Брига-Новарезе
Брига-Новарезе, Бриґа-Новарезе (італ. Briga Novarese, п'єм. Briga) — муніципалітет в Італії, у регіоні П'ємонт,  провінція Новара.
Брига-Новарезе розташована на відстані близько 540 км на північний захід від Рима, 95 км на північний схід від Турина, 35 км на північ від Новари.
Населення — 3000 осіб (2014).

## Демографія
Населення за роками:

Станом на 1 січня 2023 року в муніципалітеті офіційно проживало 112 іноземців з 20 країн, серед них 22 громадяни країн Євросоюзу та 28 громадян України.

## Сусідні муніципалітети
- Боргоманеро
- Гоццано
- Інворіо